# Mayer Hills
Mayer Hills är en kulle i Antarktis. Den ligger i Västantarktis. Argentina, Chile och Storbritannien gör anspråk på området. Toppen på Mayer Hills är 900 meter över havet.
Terrängen runt Mayer Hills är varierad. Trakten är obefolkad. Det finns inga samhällen i närheten.